# Lamarche
Lamarche – miejscowość i gmina we Francji, w regionie Grand Est, w departamencie Wogezy.

## Demografia
Według danych na rok 1990 gminę zamieszkiwało 1258 osób, a gęstość zaludnienia wynosiła 37 osób/km² (wśród 2335 gmin Lotaryngii Lamarche plasuje się na 310. miejscu pod względem liczby ludności, natomiast pod względem powierzchni na miejscu 42.). W 2017 roku w miejscowości Lamarche mieszkało 901 osób.